# Das Kleine Blatt
Das Kleine Blatt war eine zeitweilig sehr erfolgreiche österreichische Tages- und später Wochenzeitung.
Am 1. März 1927 erschien das populär aufgemachte Kleinformat erstmals in der der SDAP gehörenden Wiener Druck- und Verlagsanstalt Vorwärts. Zweck war es, die politischen Ideen der österreichischen Sozialdemokratie nicht nur in der intellektuell anspruchsvolleren Arbeiter-Zeitung, sondern auch in einer den Lesebedürfnissen weniger gebildeter Schichten entsprechenden, dem Schreibstil der Kronen Zeitung vergleichbaren Form zu verbreiten. Die von Julius Braunthal geleitete Zeitung erwies sich als erfolgreich (weitere Redakteure waren unter anderem der Wirtschaftsfachmann Karl Ausch, Siegfried Weyr und Marianne Pollak). 1930 betrug die Auflage 165.000 Exemplare. Entscheidend dafür waren nicht zuletzt die gelungenen Karikaturen von Ladislaus Kmoch, die den Kleinbürger Tobias Seicherl aufs Korn nahmen.
Die Zeitung wurde im Gefolge des Februaraufstands 1934 nicht eingestellt, sondern vom autoritären Regime des Engelbert Dollfuß und Kurt von Schuschnigg ebenso „umfunktioniert“ wie nach dem März 1938 vom NS-Regime. Zum 31. August 1944 wurde es eingestellt bzw. mit der Kronen-Zeitung und zwei weiteren Kleinformaten (Kleine Volkszeitung und Kleines Volksblatt) durch die Kleine Wiener Kriegszeitung ersetzt.
Ab 14. Juni 1947 erschien das Kleine Blatt wieder, allerdings nur als Wochenzeitung. Seitens der SPÖ wollte man nun das eigene offizielle Zentralorgan AZ nicht mehr konkurrenzieren. Ein der Zwischenkriegszeit vergleichbarer Erfolg konnte aber nicht mehr erzielt werden. Am 26. Juni 1971 wurde das Kleine Blatt eingestellt.